# ボビー・フィッシャー
ボビー・フィッシャー（Bobby Fischer、1943年3月9日 - 2008年1月17日）は、アメリカ合衆国のチェスプレーヤー。チェスの世界チャンピオン（1972年 - 1975年）。本名ロバート・ジェームズ・フィッシャー（Robert James Fischer）。
冷戦下に、チェスにおいてもアメリカ合衆国のライバルであったソビエト連邦の選手を下し、アメリカ合衆国史上初となる公式世界チャンピオンになったことで、英雄としてもてはやされた。しかし、その後は度重なる奇行や反米・反ユダヤ的発言により反発を買い、「幻の英雄」とも呼ばれている。対ユーゴスラビア経済制裁時に当地で試合をしたことでアメリカ政府に起訴され、滞在中の日本で拘留されたが、以降はアイスランドの市民権を得て余生を送った。
あえてタイトルを放棄したり、試合を拒否したり、あるいは長年に亘って失踪したりするなど、ミステリアスで数奇な人生もよく知られる。チェス960の考案も行った。

## 来歴

### 生い立ち

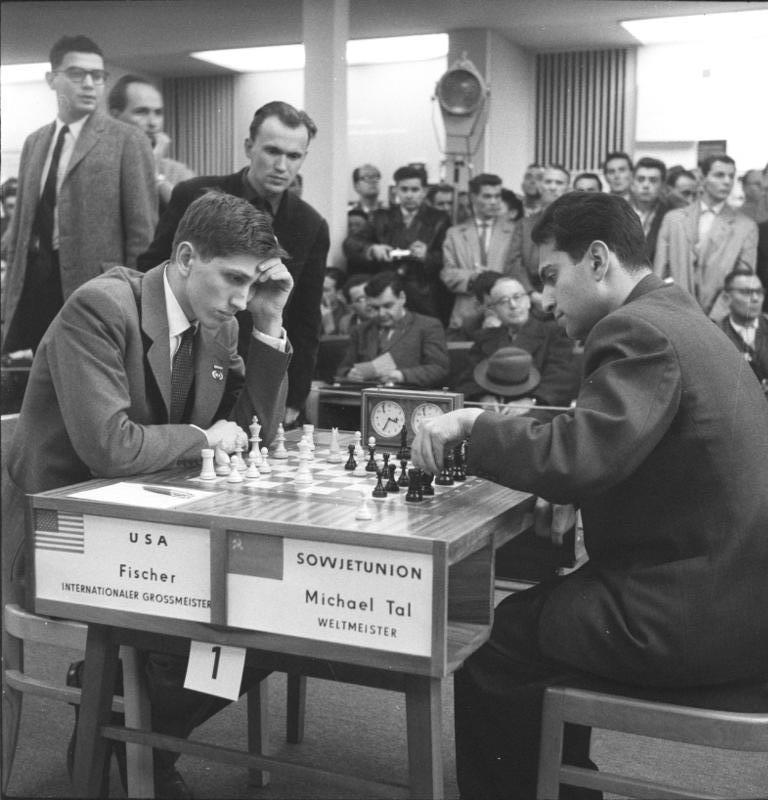
1960年ライプツィヒ。ミハイル・タリとの対戦。

1943年3月9日、アメリカ合衆国イリノイ州シカゴにおいて誕生。母親のレジーナ・ウェンダー・フィッシャーは当初ハーマン・J・マラーに秘書として雇われたが、マラーに才能を見い出されて、医学を学ぶように薦められた。父親のハンス・ゲルハルト・フィッシャーは、ハーマン・J・マラーと共にモスクワの大学へ招聘された生物物理学者である。
2人はモスクワで結婚し、娘のジョーンが生まれた。しかし、ソ連で反ユダヤ主義が広がり出すと、ユダヤ人の2人はパリへ移住した。後にレジーナは離婚し、国籍を持っていたアメリカへ子供を連れて移住するが生活は苦しく、ジョーンを父親に預けていた。また、シカゴの病院でロバートを出産した時には、ホームレス同然だった。出生証明書にある父親の記入欄にはハンスの名が記載されているが、彼は生涯アメリカに入国したことはなかった。
1949年（6歳）、ボビーの姉は、落ち着きのない弟を静かにさせるため、1ドルのチェス・セットを与えて、チェス・ゲームの簡単なルールを教えた。そこでボビーは、すぐにチェス・ゲームの虜となった。
1957年（14歳）、インターナショナル・マスターとなる。翌年（1958年、15歳）、グランドマスターとなる。15歳でのグランドマスターは、世界最年少記録だった。だが、1962年（19歳）、国際舞台から引退した（但しアメリカ国内の大会には出場した）。
プレー・スタイルにはボビー・フィッシャーならではのものがある。例えば、1956年の対ドナルド・バーン戦において、クイーンをわざと捨てることで、勝利した。また、1963年の対ロバート・バーン戦においても、ナイトを捨てて勝利した。しばしば、「天才」と称えられるようになっていた。
1966年（23歳）に復帰したが、1968年（25歳）に再度引退した。

### 世界チャンピオン時代

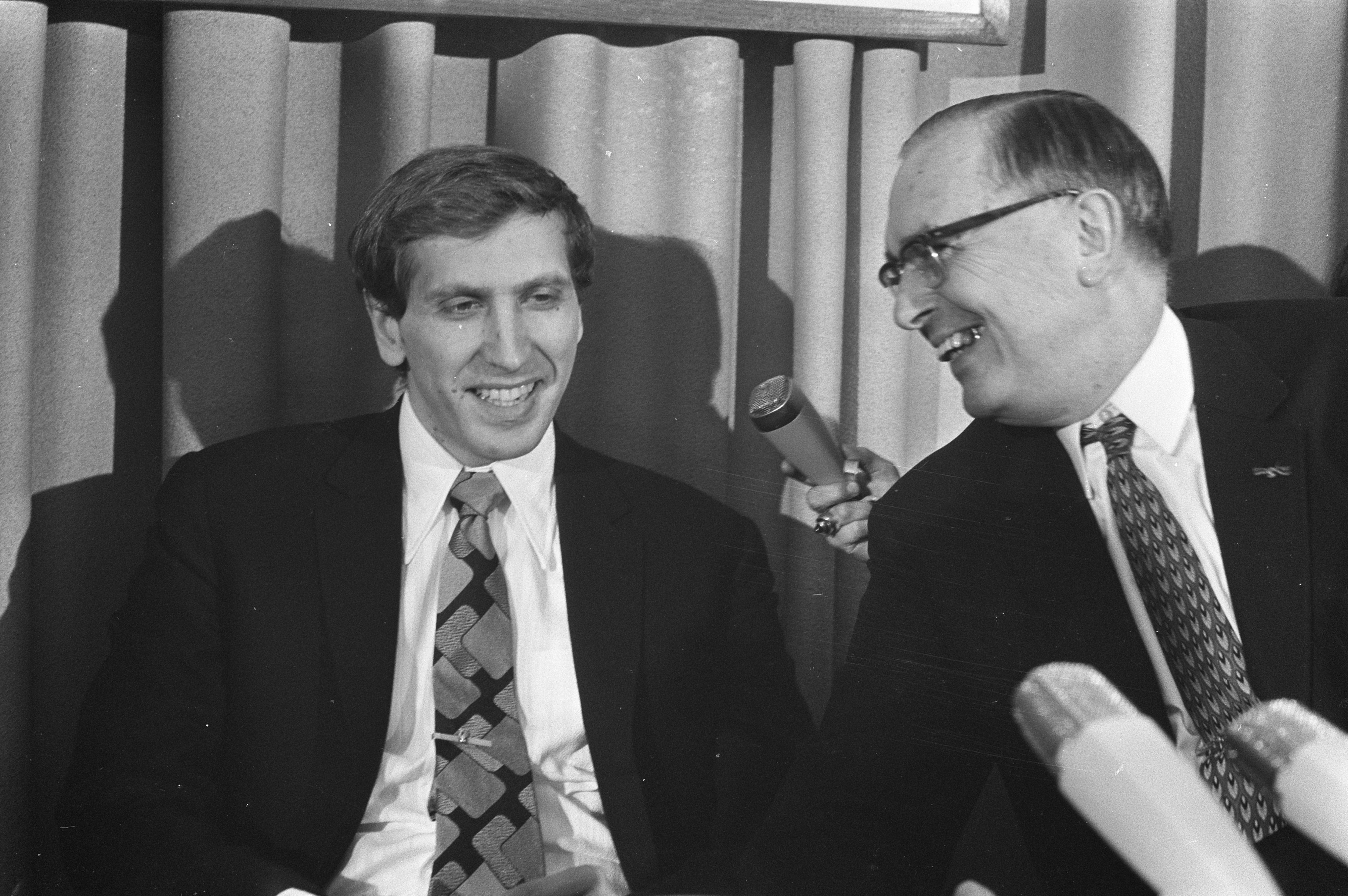
チェス世界選手権でボリス・スパスキーに勝利した時の会見。左がボビー・フィッシャー、右がマックス・エーワ。

1970年のソ連対世界戦で再びチェス界に復帰した。1971年の挑戦者決定戦ではソ連のマルク・タイマノフに6対0で完勝し、さらにデンマークのベント・ラーセンにも6対0で完勝した。前世界チャンピオンのチグラン・ペトロシアンに5勝1敗3引き分けで勝ち、当時の世界チャンピオンボリス・スパスキーへの挑戦者となった。また、同年7月に初めて公開された国際チェス連盟（FIDE）のレーティングリストで世界1位となった。
1972年、アイスランドのレイキャヴィークで行われた世界選手権で、スパスキーを破り世界チャンピオンとなった。当時、世界は冷戦の最中であり、ソ連は第二次世界大戦以降、チェスのチャンピオンのタイトルを独占し続けていたので、西側から見てこれは歴史的な勝利となり、「アメリカの英雄」として扱われた。
その後、反ユダヤ的な発言が目立つようになった。ただし、フィッシャーの両親はユダヤ系なので、自身もユダヤ系である。
1975年、防衛戦の運営をめぐりFIDEに多数の条件を提示、そのうちのひとつが否決されたため挑戦者アナトリー・カルポフとのマッチを戦わず王座を返上した。

### 隠遁生活時代
それ以来フィッシャーは試合を拒否し、引退状態となった。表舞台から姿を消し隠遁生活を送った彼は、「天才」であるのと同時に「変わり者」として語られるようになっていった。1970年代のフィッシャーは、信仰し支援していたアメリカの福音系新宗教団体「ワールドワイド・チャーチ・オブ・ゴッド」の施設で暮らしていた（同教団の創設者ハーバート・アームストロングのラジオ伝道を聞いて傾倒し、献金していたが、アームストロングが唱えていた終末予言が外れたことから次第に距離を置いていった)。
ただし途中で一度、表舞台に出てきたことがある。ハンガリーの17歳の女性チェスプレーヤーから「なぜプレイしないのか」という手紙を受け取ったことをきっかけに、その少女と交流が生まれ、彼女の根回しによって1992年にユーゴスラビアでスパスキーと再現試合を行った。フィッシャーは試合前に、アメリカの当局から「試合に参加するな」という警告の手紙を受け取ったと公表し（アメリカ政府はボスニア問題に絡んでユーゴスラビアに対して経済措置を取っており、アメリカ国民が同国において経済活動をすることを禁止していた）、記者会見でその手紙に唾を吐いて挑発的な態度を見せた。フィッシャーはこの試合に見事勝利し、300万ドル以上の賞金を得た。
この件について、アメリカ政府は「ユーゴスラビアに対する経済制裁措置に対する違反だ」として起訴し、フィッシャーのアメリカ国籍を剥奪した。彼は後に「この起訴は反ユダヤ的発言と反米発言に対する政治的迫害である」と語った。これ以降、彼は再び表舞台から姿を消した。
公にはならなかったが、フィッシャーは10年以上にわたりハンガリー、スイス、香港、マカオ、韓国など世界の様々な場所を転々としており、2000年ごろまでにはフィリピンと日本が主たる拠点になっていたという。2000年から日本では元日本女子チェスチャンピオンで日本チェス協会事務局長の渡井美代子と、フィリピンでは元フィリピンチェス協会会長らの支援でマリリン・ヤングという若い女性と暮らしていた。

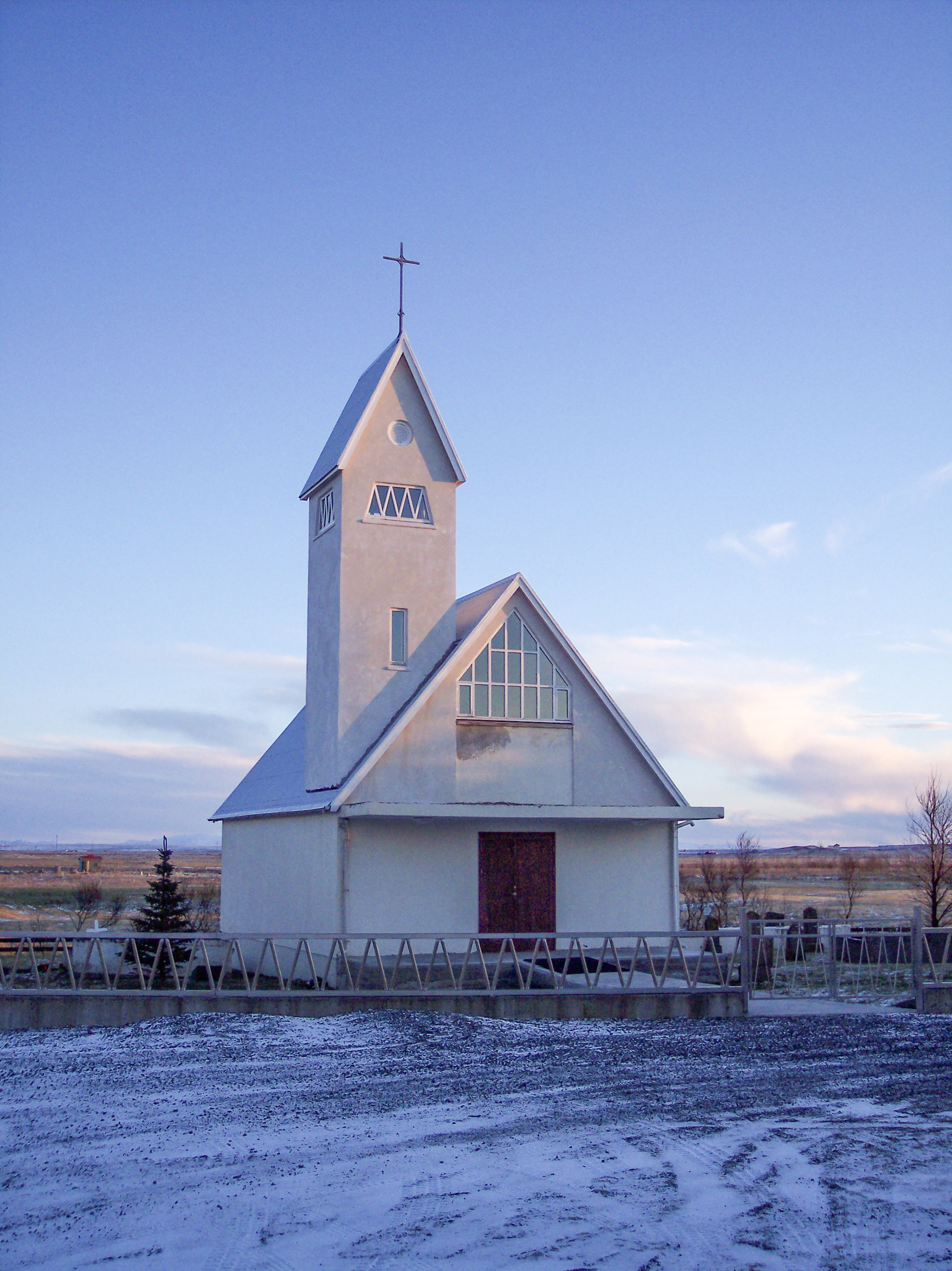
フィッシャーが滞在したロイガルダイリル教会（2007年12月）

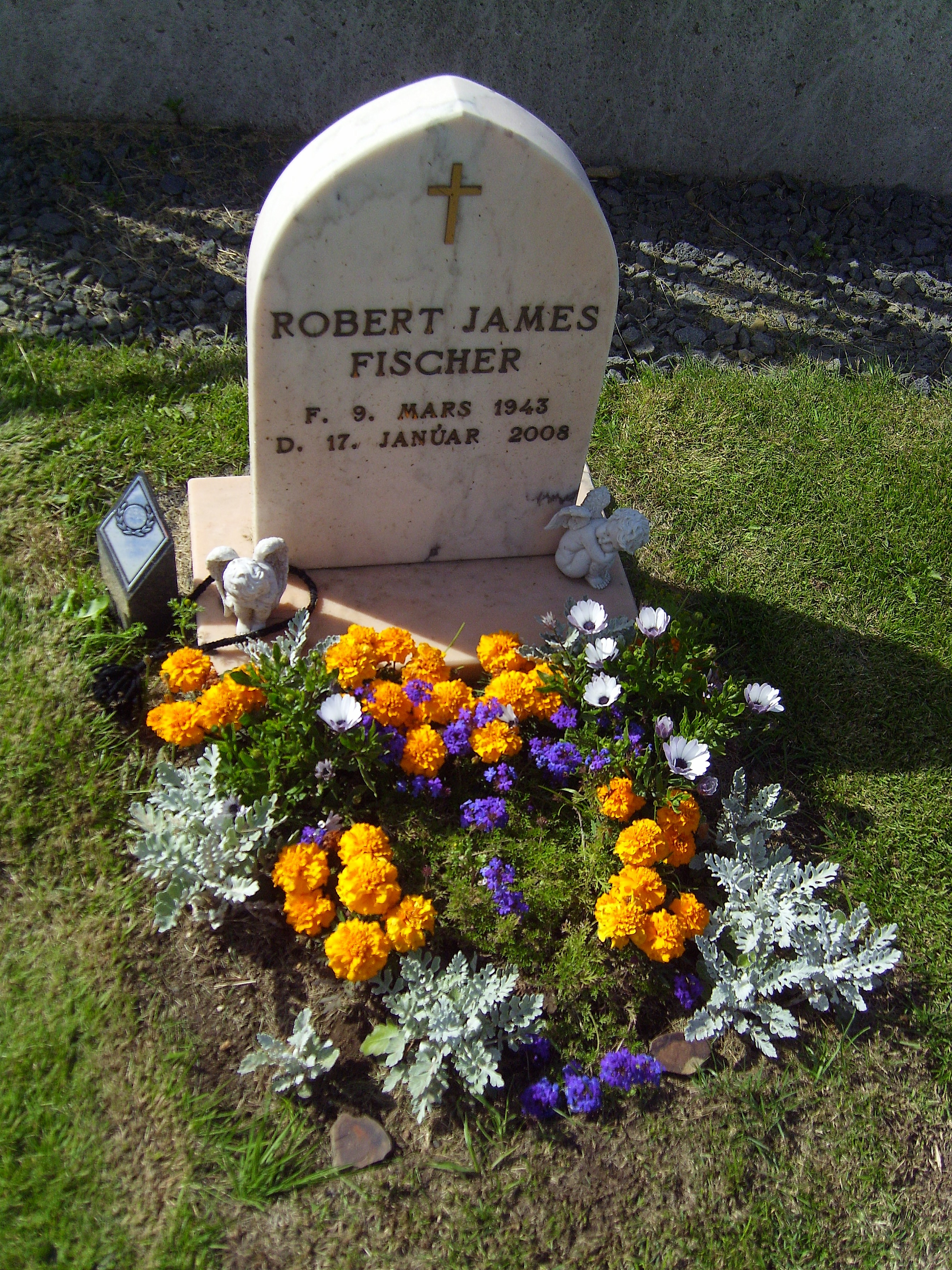
フィッシャーの墓（アイスランド南部、セールフォスのロイガルダイリル教会、2009年7月）

### 成田空港で入管法違反で収容
2004年7月14日、成田空港からフィリピンへ出国しようとしたところを入国管理法違反の疑いで東京入国管理局成田空港支局に収容された。フィッシャーが久しぶりに表の世界に登場したニュースが世界中を駆け巡った。
同年8月、かねてより同棲していた渡井との結婚を宣言した（2000年来彼女の家で同居し事実婚とされた。法律婚はしなかった）。『タイムズ』の記者に対して、渡井は「ふたりは普通に生活している」と言い、フィッシャーは日本の生活に良く馴染んでいる、と言ったという。そしてフィッシャーは、医薬品や医者に頼ってしまうよりも温泉で癒すほうを好む、自然な発想の持ち主だ、と渡井は語ったという。
その後、アメリカ政府は身柄引き渡しを要求したが、フィッシャーはそれを拒否していた。パスポートが失効した状態で、なおかつ他国での市民権も確保されていない状態で、彼にどのような状況打開策が残されているのか非常に不透明な状況になった。
各地でフィッシャーを支持する人々がこの状況を何とかしようとした。例えば、ボビーの父親の故郷で、フィッシャーが国籍を取得できる可能性もあると思われたドイツなどでも、フィッシャーの国籍確保のために運動を起こす人々がいた。
日本でもフィッシャーを守ろうとする人々が現れ、元外務政務次官でチェス愛好家の石井一二、ジョン・ボスニッチ（John Bosnitch、東京在住のセルビア系カナダ人のジャーナリストでチェスの元ジュニアチャンピオン）、羽生善治、民主党の榛葉賀津也や社民党の福島瑞穂といった人々が支援した。
こうした運動が功を奏し、2004年12月、アイスランド政府が人道的見地からフィッシャーに対して市民権を与える措置をとり、拘束から約8ヵ月後の2005年3月24日、日本政府はアイスランドへの出国を認め釈放し、アメリカ政府もこれを認めた。

### 晩年～死去
以後はアイスランドに滞在し、静かな余生を送った。ごく親しいわずかな人以外とは交流せず、一般には理解しがたい特異な考え方や過激な発言から、地元民からは「助けが必要な精神的な病を抱えた人」と見られていたが、チェスの天才としてあたたかい目で見守られてもいた。肝臓病により2008年1月17日に死去。64歳没。
フィッシャーの死後、マリリン・ヤングが「2001年に生まれた自分の子供（女子、フィリピン国籍）の父親はフィッシャーだ」と主張したが、墓を掘り起こしてのDNA鑑定の結果、その子の父親はフィッシャーでないことが判明した。アイスランドの裁判所は渡井がフィッシャーの遺産（遺品）を相続することを認めた。

## 家族
父
- ハンス・ゲルハルト・フィッシャー (Hans-Gerhardt Fischer, 1908-1993) - ベルリン生まれのユダヤ系ドイツ人の生物物理学者[21]。1932年に、アメリカ人科学者ハーマン・J・マラーを通じてレジーナと知り合い、翌年マラーに同行したモスクワで結婚。FBIの調査では、スペインのパスポートを持っていたが、アメリカに入国した記録はなく、1940年からチリで蛍光灯の販売とカメラマンをしていた（FBIは彼を南米でのナチの動向を探るソビエトのスパイと目していた）[21]。1945年にレジーナと離婚。ボビーとは生涯一度も会うことなく85歳で死亡した。
- ポール・フェリックス・ネメンニ (Paul Felix Nemenyi, 1895–1952) - クロアチア生まれのユダヤ系ハンガリー人科学者ネメンニがボビー・フィッシャーの血縁上の父親でないかという説もある[21]。ネメンニはブダペストで流体力学を学んでいたが、ナチのユダヤ人迫害が強まったことから渡米し、のちに原爆を開発したマンハッタン計画に参加した科学者[21]。身なりに無頓着で偏屈、常に石鹸を持ち歩く強迫神経症的なところがあり、変人としても知られていた[22]。FBIの調査では、ボビーが生まれる前年の1942年にネメンニがコロラド大学デンバー校で教鞭を取っていたとき、生徒の中にレジーナがおり、親しくしていた[21]。ボビーが生まれたあとも経済的な支援をしており、ソーシャルワーカーに「レジーナは精神的に不安定であり、子供の養育に悪い」と訴えていたという[21]。

レジーナ自身はネメンニ父親説を否定し、1942年にメキシコ旅行をした際にハンスに会ったと主張しているが、ボビーを父なし子にしないための方便だろうと親戚は見ている。
母
レジーナ・フィッシャー (1913-1997) - スイスのチューリッヒで、ポーランド人の裁断師の娘として生まれる。幼少期にアメリカに移民し、ミズーリ州セントルイスの高校を卒業後、ワシントン大学、アリゾナ大学、コロラド大学デンバー校で学ぶ。米兵としてドイツに駐留していた兄を頼って1932年に渡独、ベルリン大学で学生をしているときに科学者ハーマン・J・マラーの秘書に雇われ、彼の子供の住み込み家庭教師となる。ドイツ語、速記、タイプができ、マラーの複雑な理系の話も難なく解すことから、薬学を学ぶことをマラーに勧められ、1933年にマラーのソビエト行きに同行し、モスクワで薬学を専攻。マラーを通じて夫ハンスと知り合い、モスクワで結婚し、娘ジョアンをもうける。薬学を学んだのち軍事工場でも働いた。ソビエトでも反ユダヤが強くなってきたため、1938年に娘を連れてフランスに渡り、パリで英語教師として働く。翌年娘と2人でアメリカに帰国（ドイツ人の夫は入国許可が下りなかった）。1943年にボビー出産後、シングルマザーの支援施設に入居、父親に預けていた娘のジョアンを引き取ろうとしたところ施設側に拒否されて悶着を起こし、逮捕される。裁判所から精神鑑定を命じられ、偏執的人格だが病気ではない、と診断される。この騒ぎの際、荷物の中に数式の書かれた書類と高性能カメラがあったことを通報され、インテリで6か国語を話し、ソビエト滞在の経歴もあることなどからスパイを疑われ、以降数十年に渡ってFBIの監視対象者となった。2児を抱え、働き口を求めてアメリカ各地を転々としたのち、1950年にブルックリンに落ち着き、タイピストをしながら看護学校に通って看護婦になった。
ボビーの幼少時には、チェスにしか興味を示さず非社交的であるのを心配して精神科などに連れていったりもしたが、チェス本を買い与え、クラブに付き添い、ソビエト政府にボビーの招待を依頼する手紙を書き送るなどして大いに支援もした。1960年代には東ドイツで医学修士を取得。生涯を通じて社会運動家でもあり、84歳でガンで死亡。
姉
ジョアン・ターグ (1937-1998) - モスクワ生まれ。超心理学者で、コンピュータ・リテラシーに関する教育者。母レジーナが亡くなった翌年脳出血により60歳で死亡。夫ラッセルも娘エリザベスも超心理学者。他に息子のアレキサンダーとニコラス。
妻
渡井美代子 (1945-) - 2000年より大田区蒲田でフィッシャーと暮らしていたとされる。2004年にフィッシャー拘留後、結婚手続きを取る。偽装結婚でないとしているが、フィッシャーの身分保全のためであることも認めている。
愛人
マリリン・ヤング (1978-) - フィリピンダバオ出身。2000年から一時期、フィッシャーとバギオで暮らしていた。フィッシャーはこのころ自分の子供を生んでくれる人を探していたと言われ、フィリピンチェス協会の知人らが紹介したとされる。2002年に女児を出産。フィッシャーは出生証明書に署名するのを拒んだが、女児との交流はあった。2008年に女児がフィッシャーの子であるとして遺産相続を主張したが、DNA検査により血縁はないとされた。判決後もマリリン側の弁護士はDNA検査の正当性に疑義を訴えている。

## チェスへの貢献

### オープニング理論
フィッシャーの経歴のほとんどで、オープニング（定跡）とそのバリエーション（変化）を指しているときの彼の手は予測可能だった。この見かけ上の欠点にもかかわらず、彼は使用したオープニングとバリエーションについての知識が豊富だったので、対戦相手がこの点を利用するのは非常に困難だった。
黒番では、フィッシャーは通常、1. e4 に対してシシリアン・ディフェンスのナイドルフ・ヴァリエーションを指した。1. d4 に対してはキングズ・インディアン・ディフェンス、まれにニムゾ・インディアン・ディフェンス (1. d4 Nf6 2. c4 e6 3. Nc3 Bb4)、ベノニ・ディフェンス、グリュエンフェルド・ディフェンスまたはネオ・グリュエンフェルド・ディフェンス（英語版）を指した。白番では、フィッシャーは彼の経歴を通してほとんど 1. e4 だけを指した。
フィッシャーは、シシリアン・ディフェンスの黒番・白番 の両方とも勝率が良かった。フィッシャーの 1. e4 に対して次に最も一般的な黒の手はカロ・カン・ディフェンス (1. e4 c6) であり、それに対してもフィッシャーの勝率は良かった。フィッシャーの最悪の記録は、フレンチ・ディフェンス (1. e4 e6)、特にワイナウアー・ヴァリエーション (1. e4 e6 2. d4 d5 3. Nc3 Bb4) に対してだった。
フィッシャーは、ワイナウアー・ヴァリエーションは 3. ... Bb4 と ... Bxc3 の2手をかけたビショップと引換えに黒のキングサイドを露わにするので良くないと主張した。後にフィッシャーは、「私はやがてワイナウアー・ヴァリエーションが良い変化だと認めざるをえなくなるかもしれない。しかし、それは疑わしい！　ポジションは悪く、キングサイドが弱い。」と言った。

### 終盤
フィッシャーは、優れた終盤（エンドゲーム）の技術をもっていた。国際マスターの Jeremy Silman は終盤のベスト5の1人（他の4人は、エマーヌエール・ラスカー、アキバ・ルービンシュタイン、ホセ・ラウル・カパブランカ、ワシリー・スミスロフ）として彼を挙げ、フィッシャーを「ビショップ・エンディングのマスター」と呼んでいる。ルーク、ナイト、ポーンに対するルーク、ビショップ、ポーンの終盤は、1970年と1971年のマルク・タイマノフに対するフィッシャー（ビショップ側）の3勝を含むいくつか啓蒙的な勝利によって、しばしば「フィッシャー・エンドゲーム」と呼ばれている。

### フィッシャークロック
フィッシャーは、新しいタイプのチェスクロック（対局時計）を開発して、1988年に米国特許4,884,255を申請した。ゲーム開始時に各プレイヤーに一定時間を与え、その後、各指し手の終了後に少しの時間を追加するという方式である。1992年のフィッシャーとスパスキーとの再戦でのフィッシャークロックの使用 によって、すぐにほとんどの主要なチェスのトーナメントで標準となった。

### フィッシャー・ランダム・チェス
1996年6月19日にアルゼンチンのブエノスアイレスで、「フィッシャー・ランダム・チェス」と呼ばれる変則チェスをフィッシャーが提唱した。これは、後に「チェス960」と呼ばれることになった。

## 著書
- My 60 Memorable Games（Simon and Schuster, 1969年、Batsford, 2008年） ISBN 978-1-906388-30-0
  - 邦訳：水野優訳『ボビー・フィッシャー魂の60局』（評言社、2011年5月） ISBN 9784828205540
- Bobby Fischer Teaches Chess
  - 邦訳：東公平訳『ボビー・フィッシャーのチェス入門』（河出書房新社、1974年12月）ISBN 4309260349

## ドキュメンタリー
- Me and Bobby Fischer（アイスランド、2009） - 日本を出てアイスランド到着までの様子
- Opelo za Bobija Fisera (セルビア、2010) - John Bosnitch（東京在住ジャーナリスト）らセルビア人の目を通してみたフィッシャーの一生
- Bobby Fischer Against the World (アメリカ、2011)
- 「天才　ボビー・フィッシャーの闘い～チェス盤上の米ソ冷戦～」NHK BS, 2014年5月15日